# Many Rivers to Cross
«Many Rivers to Cross» — песня, написанная в 1969-м году Джимми Клиффом.

## О песне
«Many Rivers to Cross» одна из немногих песен, в которых Клифф использует орган, дополняя госпельное пение бэк-вокалистов. Песня была спродюсирована Лесли Конгом и выпущена на альбоме 1969 года Jimmy Cliff. Песня также в 1972 году использовалась в фильме «Тернистый путь» (англ. The Harder They Come). Rolling Stone поместили эту песню на 317-ю строчку списка 500 величайших песен всех времён.
Записано множество кавер-версий хита, в том числе в исполнении Шер, группы UB40, Энни Леннокс, Ленни Кравица и многих других.

## Версия Шер
Версия Шер появилась на её европейской компиляции Greatest Hits: 1965–1992 в лайв-версии, записанной во время её турне Heart of Stone Tour. Песня стала третьим синглом в Великобритании, где стала топ-40 хитом, и также была выпущена как промосингл в США.

### Чарты
| Чарт (1993)      | Место |
| ---------------- | ----- |
| UK Singles Chart | 37    |

## Версия Энни Леннокс

### Чарты
| Чарт (2008)            | Место |
| ---------------------- | ----- |
| Canadian Singles Chart | 47    |
| U.S. Billboard Hot 100 | 80    |